# Rico Lewis
Rico Henry Mark Lewis (ur. 21 listopada 2004 w Bury) – angielski piłkarz, występujący na pozycji obrońcy w angielskim klubie Manchester City oraz w reprezentacji Anglii.

## Kariera reprezentacyjna
20 listopada 2023 zadebiutował w reprezentacji Anglii w zremisowanym 1:1 meczu eliminacji do Euro 2024 z Macedonią.

## Sukcesy

### Manchester City
- Mistrzostwo Anglii: 2022/23
- Puchar Anglii: 2022/23
- Liga Mistrzów UEFA: 2022/23
- Superpuchar Europy: 2023[2]